# Androgin

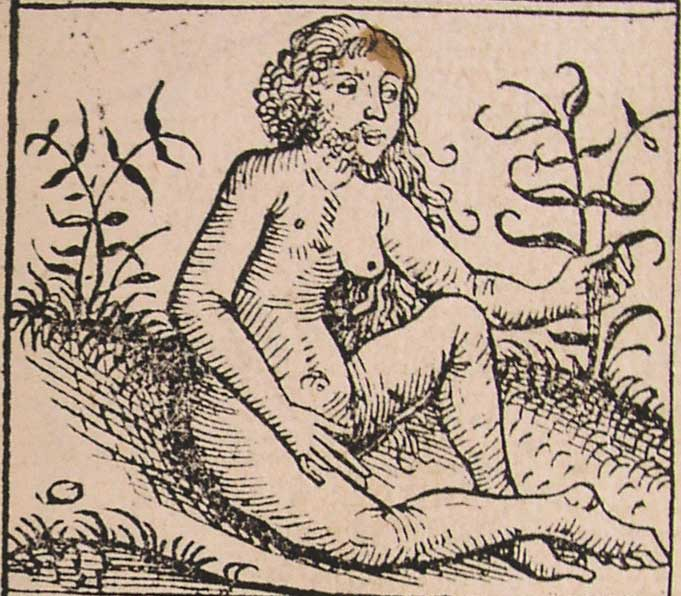
Reprezentare medievală a unui androgin

Androgin este un termen care provine din cuvintele grecești άνδρας (andras, adică bărbat) și γυνή (gyné, adică femeie) și se referă la un amestec de caracteristici feminine și masculine, adică un hermafrodit (intersex).
Androginul a fost văzut de-a lungul timpului în mai multe feluri. Uneori era o ființă cu două părți, sau poate o zeitate. Alteori androginul era o idee ce reprezenta armonia sufletului înaintea încarnării sau a nașterii și organismul asexual după moartea fizică.
Fiind un subiect ambiguu, tema androginului a stat la baza multor discuții. Ideea apare în opera mai multor autori celebri, precum Platon, sau în literatura română Liviu Rebreanu.

## Androginul în credință
Simbolul androginului apare în religiile lumii începând deja din epoca de piatră, însă imaginea divinului feminin și masculin, uniți într-o ființă, apare numai în învățăturile nondualității.
Totuși, în multe culturi apar zeități androgine, care nu personifică direct uniunea între masculin și feminin, ci abrogă de tot diferențierea.
Astfel, în majoritatea triburilor americanilor nativi, creatorul este văzut ca o ființă androgină. De exemplu la Abenaki, acesta se numește Tabaldak. El creează frații Gluskab si Malsumis din praful de pe mâinile sale. Amândoi primesc puterea de a crea o lume bună, însă numai Gluskab alege această cale, cel din urmă căutând răul.
În mitologia Yoruba, care a pornit din Africa, ajungând și în lumea nouă (a fost baza mai multor religii moderne, cum ar fi Santeria), există credința într-un zeu androgin al păcii, al purității și al armoniei numit Olorun sau Părintele Cerului.
Androginul Huh este zeitatea eternității în Egiptul Antic. Huh înseamnă „fără sfârșit“. Interesant este că în cazul acestei divinități androgine și partea feminină poartă un nume, Hauhet, ceea ce nu este altceva decât forma feminină a cuvântului „huh“.

### Androgini în creștinism
Jakob Boehme prezintă o viziune diferită de cea tipic creștină în legătură cu Geneza în cartea sa, Bărbat și femeie în Dumnezeu și în Creație. Geneza este aceeași, Boehme schimbă, sau mai bine zis scrie povestea dinaintea Creației.
După cum se poate citi și în Biblie, primul om a fost creat după asemănarea lui Dumnezeu. Pentru a înțelege acest lucru mai bine, autorul îl descrie pe Dumnezeu. După percepția lui, Dumnezeu are două părți, una masculină - Dumnezeu Tatăl și una feminină – Dumnezeu Fiul. Din acest motiv și Adam este compus din două flăcări divine: cea arzătoare, masculină (dreptatea neiertătoare a lui Dumnezeu Tatăl) și cea luminoasă, feminină (iertarea adusă de Dumnezeu Fiul). Boehme crede că Dumnezeu este într-un proces de revelație, sau mai bine zis auto-revelație sau autocunoaștere. Acesta este și motivul creării lui Adam. După căderea din grație a lui Lucifer, Dumnezeu are nevoie de un nou conducător al îngerilor. Astfel se poate deduce că Adam era mai mult înger decât om (din punctul de vedere al omului, cum îl cunoaștem noi astăzi).
După Boehme, Adam este la început căsătorit cu Sophia, înțelepciunea lui Dumnezeu. Se formează astfel un echilibru perfect între flacără ca simbol al impulsivului și înțelepciunea, deci calmul. În ciuda acestui echilibru perfect, Adam nu este la rândul lui perfect. În el apar dorințe pentru cele materiale și încetul cu încetul în el slăbește conștiința divină. În absența acestei conștiințe, el adoarme. În timp ce el doarme, Dumnezeu o creează pe Eva, și astfel separă cele două flăcări într-o ultimă încercare de a restaura echilibrul.
Din acest moment femininul și masculinul sunt definitiv despărțite, și astfel apare riscul păcătuirii. După cum se știe din Biblie, cei doi mănâncă din fructul interzis. Astfel echilibrul dintre opoziții este distrus fără posibilitate de salvare.
În loc de divina Sophia, Adam o are acum ca soție pe femeia comună, Eva. Procrearea ajunge pe primul loc; conștiința divină scade în timp ce cea sexuală crește.
Un alt autor care s-a ocupat cu Geneza din perspectivă creștină a fost John Scottus Eringenia, care a dezvoltat ideile Bisericii Grecești. El împarte Geneza în două părți: prima creare, descrisă în Geneza 1, în care se desparte Dumnezeu de Pământ și a doua creare, descrisă în Geneza 2-3, în care are loc a doua ruptură, cea între masculin și feminin.

## Mitul androginului

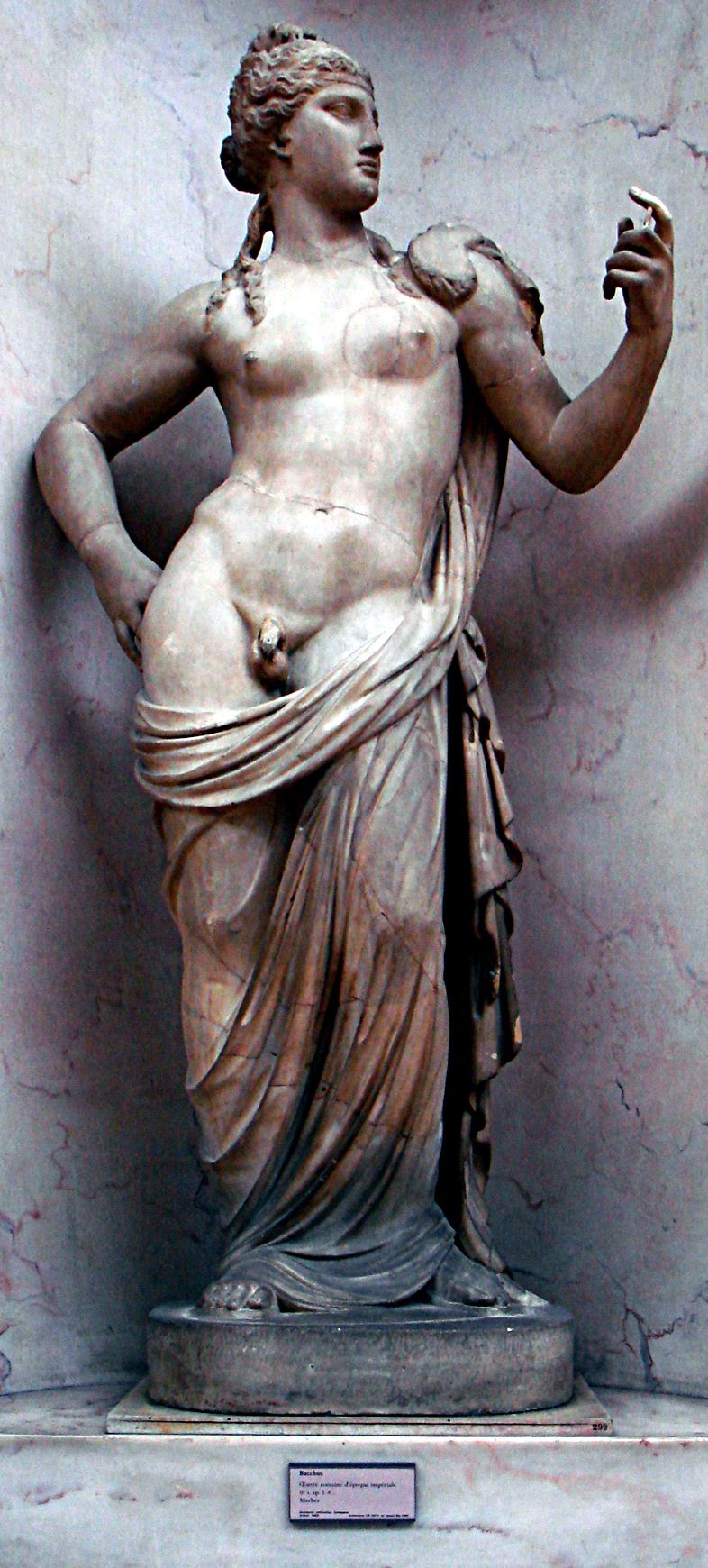
Bacchus, fiul lui Hermes și al Afroditei, sculptură elenistică în care este reprezentat ca hermafrodit, cu sâni feminini și organe genitale masculine

În Banchetul, Platon prezintă o explicație iubirii și formării acesteia. Aici cititorul află ”mitul androginului”, povestit de un personaj al lui Platon. După această legendă, la început trăiau pe pământ ființe androgine. Arătau ca doi oameni lipiți spate în spate: două femei, doi bărbați sau un bărbat și o femeie. Aceștia dețineau o putere foarte mare, puteau face aproape tot ce gândeau.
Zeii se tem de puterea aproape infinită a androginilor și, pentru a nu mai reprezenta o posibilă amenințare, îi despart. Separați însă, părțile nu mai fac nimic. Pe pământ domnește o letargie completă. Tot mai mulți mor de tristețe și dor.
Zeii, văzând că rămân fără supuși, caută o modalitate de a le da noilor oameni un motiv pentru a trăi. Astfel este creat Eros, cu scopul de a semăna iubire în lume. În acest fel oamenii își petreceau viața căutându-și jumătatea. Cei norocoși care se găseau se contopeau formând ființa de odinioară.
Această idee este preluată și de scriitorul realist Liviu Rebreanu în romanul Adam și Eva, însă dintr-o altă perspectivă. Rebreanu se concentrează pe ideea sufletelor pereche. Despărțirea o explică numai pe scurt: el vorbește de un atom spiritual în echilibru, datorită a două principii din atom. Când atomul se rupe în planul spiritual, acest echilibru este distrus. Principiile se diferențiază și ajung pe planul material. Aceasta are loc înainte de prima naștere. În planul material, sufletul există, chiar mai mult, acesta nu se schimbă precum corpul fizic. Acesta râvnește necontenit după starea de echilibru, astfel începe o căutare involuntară pentru jumătatea pierdută. Dar Rebreanu consideră că o viață nu este de ajuns pentru această misiune. După părerea lui o viață adevărată conține șapte vieți omenești în care sufletele se caută neîncetat. A șaptea viață aduce revelația: este sfârșitul vieții materiale, și-a regăsit jumătatea. O asemenea bucurie aduce o scânteie aparte în ochii muribundului (numai pe pragul morții își dă omul seama dacă a trăit în zadar sau nu).